# Keskisuomalainen Osakunta
Keskisuomalainen Osakunta (en français : Nation de Finlande-Centrale, sigle KSO) est l'une des 15 nations étudiantes de l'Université d'Helsinki.
De langue finnoise, elle est fondée en 1931 pour représenter les étudiants de la région de Finlande-Centrale.